# Бейли, Банти
Тере́за «Ба́нти» Бе́йли (род. 23 мая 1964) — английская модель, танцовщица и актриса. Получила известность после съёмок в двух клипах норвежской поп-группы a-ha на песни «Take on Me» и «The Sun Always Shines on T.V.» в 1985 году.

## Биография
В начале 1980-х годов Бейли начала выступать в британском танцевальном коллективе «Hot Gossip». После ухода из коллектива работала учителем танцев для детей.
Кроме участия в клипах a-ha «Take on Me» (1985) и «The Sun Always Shines on TV» (1985) Бейли также снялась в клипах некоторых других групп и в нескольких фильмах. Её последняя на сегодняшний день работа в кино датируется 2008 годом (фильм «Defunct»).
Бейли вошла в список «Самые горячие штучки видеоклипов 80-х», составленный американским телеканалом Fox News в 2009 году.
В сентябре 2012 года появилась в качестве таинственного гостя на британском телеканале Channel 4 в шоу «The Big Fat Quiz of the Year».

## Личная жизнь
На съёмках клипа для песни a-ha «Take on Me» Бейли познакомилась с солистом группы Мортеном Харкетом. Молодые люди начали встречаться, но через некоторое время расстались. Из-за обрушившейся на группу популярности Мортен и Банти все меньше времени проводили вместе, и в итоге их отношения сошли на нет.
Бейли имеет двоих сыновей: Джейка (род. 1996) и Феликса (род. 1997).
В настоящее время проживает в графстве Беркшир.

## Фильмография
| Год  |   | Русское название    | Оригинальное название                 | Роль           |
| ---- | - | ------------------- | ------------------------------------- | -------------- |
| 1983 | с | —                   | Pictures                              | танцовщица     |
| 1987 | ф | Куклы               | Dolls                                 | Изабель Прандж |
| 1988 | ф | Загвоздка           | Glitch!                               | Бимбо          |
| 1988 | ф | Искуситель          | Spellcaster                           | Кассандра Касл |
| 1988 | ф | Рок и жадные девицы | Rock and the Money-Hungry Party Girls | н/д            |
| 1988 | ф | —                   | Defunct                               | н/д            |